# Comment peut-on être Breton ?
Comment peut-on être Breton ? (sous-titré Essai sur la démocratie française) est un pamphlet publié en 1970 par Morvan Lebesque.
Publié quelques mois avant la mort de son auteur, ce livre est un succès d'édition. Des extraits sont repris dans la chanson-titre de l'album La Découverte ou l'Ignorance de Tri Yann en 1976.